# Oroso
Oroso és un municipi de la província de la Corunya a Galícia. Pertany a la comarca d'Ordes. Limita al nord amb Ordes i O Pino, al sud amb O Pino i Santiago de Compostel·la i a l'oest amb Trazo.
| 3.231 | 3.553 | 4.360 | 3.657 | 6.155 |
| Fonts: INE i IGE (Els criteris de registre censal variaren i les dades de l'INE i de l'IGE poden no coincidir.) |       |       |       |       |

## Parròquies
| - Os Ánxeles (San Mamede) - Calvente (San Xoán) - Cardama (Santa María) - Deixebre (Santa Margarida / Santa María) - A Gándara (San Miguel) - Marzoa (San Martiño) | - Oroso (San Martiño) - Pasarelos (San Román) - Senra (Santa Eulalia) - Trasmonte (Santo Estevo) - Vilarromarís (San Tomé) - Barciela (Santo André) |